# Восьмеричный путь

Восемь спиц колеса Дхармы — символ Благородного Восьмеричного Пути

(Благоро́дный) Восьмери́чный путь (санскр. арья-аштанга-марга; пали арья-аттхангика-магга) — путь, указанный Буддой, ведущий к прекращению страдания (нирване) и освобождению от сансары. Лежит, будучи срединным путём, посередине между приверженностью мирским удовольствиям и самоистязанием.
Четвёртая благородная истина буддизма указывает путь (пали: "магга", санскр.: "марга") к освобождению от страданий, путь, по которому прошёл Будда и могут следовать другие — и монахи (путь монаха предпочтительнее в тхераваде), и миряне. Указанный Буддой путь состоит из восьми правил и называется поэтому «Благородным восьмеричным путём». Эти восемь правил не являются ступенями, но практикуются одновременно.

## Ступени пути
Благородный восьмеричный путь состоит из следующих ступеней, разделяемых на три группы:
|      | Русский                   | Пали                 | Санскрит              | Китайский | Японский             | Тайский    | Тибетский                    |
| ---- | ------------------------- | -------------------- | --------------------- | --------- | -------------------- | ---------- | ---------------------------- |
|      | Мудрость                  | Paññā                | Prajñā                |           |                      |            |                              |
| I    | Правильное воззрение      | IAST: sammā-diṭṭhi   | IAST: samyag dṛṣṭi    | 正見      | 正見, сё: кэн        | สัมมาทิฏฐิ    | yang dag pa’i lta ba         |
| II   | Правильное намерение      | IAST: sammā-saṅkappa | IAST: samyak saṃkalpa | 正思惟    | 正思惟, сё: сиюи     | สัมมาสังกัปปะ | yang dag pa’i rtog pa        |
|      | Нравственность            | Sīla                 | Śīla                  |           |                      |            |                              |
| III  | Правильная речь           | IAST: sammā-vācā     | IAST: samyag vāc      | 正言      | 正語, сё: го         | สัมมาวาจา   | yang dag pa’i ngag           |
| IV   | Правильное поведение      | IAST: sammā-kammanta | IAST: samyak karmānta | 正業      | 正業, сё: го:        | สัมมากัมมันตะ | yang dag pa’i las kyi mtha'  |
| V    | Правильный образ жизни    | IAST: sammā-ājīva    | IAST: samyag ājīva    | 正命      | 正命, сё: мё:        | สัมมาอาชีวะ  | yang dag pa’i 'tsho ba       |
|      | Духовная дисциплина       | Samadhi              | Samadhi               |           |                      |            |                              |
| VI   | Правильное усилие         | IAST: sammā-vāyāma   | IAST: samyag vyāyāma  | 正精進    | 正精進, сё: сё: дзин | สัมมาวายามะ | yang dag pa’i rtsol ba       |
| VII  | Правильное памятование    | IAST: sammā-sati     | IAST: samyak smṛti    | 正念      | 正念, сё: нэн        | สัมมาสติ     | yang dag pa’i dran pa        |
| VIII | Правильное сосредоточение | IAST: sammā-samādhi  | IAST: samyak samādhi  | 正定      | 正定, сё: дзё        | สัมมาสมาธิ   | yang dag pa’i ting nge 'dzin |

«Путь» не следует понимать линейно, как простое перешагивание со ступени на ступень. Это, скорее, развитие по спирали. Все составляющие части важны на протяжении всего Пути и должны практиковаться постоянно. По мере развития возникают зависимости между отдельными направлениями Пути. Так, например, в соответствии с «правильным намерением» выделяется время в «правильном поведении» для «правильного сосредоточения» (медитации). По мере углубления медитации (правильного сосредоточения) вы убеждаетесь в правильности Учения Будды (правильного воззрения) и практикуете медитацию (правильное сосредоточение) уже и в повседневности (правильное поведение).

## Мудрость

### Правильное воззрение
Правильное воззрение в первую очередь включает в себя постижение четырёх благородных истин. После этого буддисту необходимо постигнуть и прочие основные положения учения, которые необходимо «внутренне пережить» и реализовать в виде главной мотивации своего поведения.

### Правильное намерение
Буддисту необходимо принять твёрдое решение следовать буддийскому пути, ведущему к освобождению и нирване. Также ему необходимо взращивать в себе метту — любящую доброту по отношению ко всем живым существам.

## Нравственность

### Правильная речь
Правильная речь включает в себя отказ от лжи, неприличных и грубых слов, непристойности, глупости, клеветы и сеющих распри слухов.
Согласно Махасатипаттхана сутре, правильная речь означает:
- воздержание от лжи: говорить правду, придерживаться правды, быть надёжным, не обманывать;
- воздержание от речей, сеющих распри: не рассказывать то, что может поссорить людей;
- воздержание от грубых слов: говорить мягкие слова, проникающие в сердце, вежливые;
- воздержание от пустословия: говорить достойные слова, в нужный момент, здравые и объясняющие, связанные с Дхармой.

В некоторых сутрах даётся более подробное разъяснение этих правил.

### Правильное поведение
Буддисту необходимо отказаться от убийства, воровства и неправильного поведения в целом. Мирянам необходимо придерживаться пяти заповедей: воздержание от убийства, воровства, распутства, лжи и опьянения. Соблюдение этих заповедей ведёт к гармонии на разных уровнях — социальном, психологическом, кармическом и созерцательном. Упражнения в моральной дисциплине являются основой для упражнений следующих ступеней, в сосредоточении и мудрости. При дальнейшем углублении сознания этические запреты, служащие для сдерживания аморальных действий в начале пути, переходят в потребность учитывать чувства других живых существ.
Эта ступень связана с деятельностью физического тела, но оценивается с моральной точки зрения. Согласно Махасатипаттхана сутре, она включает три аспекта:
- воздержание от убийства живых существ,
- воздержание от воровства,
- воздержание от супружеской неверности.

### Правильный образ жизни
В первую очередь в это понятие входит отказ от профессий, причиняющих страдания живым существам. Поскольку труд занимает большую часть времени, то для обретения внутреннего мира следует стремиться зарабатывать на жизнь в соответствии с буддийскими ценностями. Необходимо воздерживаться от работы в следующих сферах деятельности:
- связанными с торговлей живыми существами, людьми или животными: работорговля, проституция;
- так или иначе связанными с изготовлением и продажей оружия и инструментов для убийств. Но буддизм не запрещает мирянам служить в армии, поскольку армия рассматривается как средство защиты живых существ в случае агрессии (но если эта армия сама является агрессором, буддист не должен служить в ней), тогда как торговля оружием провоцирует конфликты и создаёт предпосылки для них;
- связанными с производством мяса, поскольку для получения мяса требуется убийство живых существ;
- связанными с одурманивающими веществами: производство алкоголя и наркотиков, торговля ими;
- любая деятельность, связанная с обманом, накоплением богатства неправедными и преступными путями: гадание, мошенничество[13].

Правильный образ жизни включает также отказ от излишеств, богатства и роскоши. Только при этом условии можно избавиться от зависти и других страстей и связанных с ними страданий.

## Духовная дисциплина
Последующие три этапа обычно используются монахами на их пути духовного совершенствования и реализации.

### Правильное усилие
Правильное усилие включает в себя стремление сосредоточить свои силы и реализовать следующие состояния, способствующие пробуждению: самоосознавание, усилие, концентрация, различение дхарм, радость, спокойствие, умиротворение.
В Саччавибханга и Вибханга суттах буддийского палийского канона оно объясняется следующим образом:
И что такое, монахи, правильное усилие? Вот, монахи,
Монах порождает желание к не-возникновению невозникших плохих, неблагих состояний [ума]. Он прилагает усилие, порождает усердие, направляет на это ум, старается. 

Он порождает желание к отбрасыванию возникших плохих, неблагих состояний. Он прилагает усилие, порождает усердие, направляет на это ум, старается. 

Он порождает желание к возникновению невозникших благих состояний. Он прилагает усилие, порождает усердие, направляет на это ум, старается.
Он порождает желание к поддержанию возникших благих состояний, к их не-угасанию, увеличению, разрастанию, осуществлению посредством развития. Он прилагает усилие, порождает усердие, направляет на это ум, старается. Это называется правильным усилием. 

### Правильное памятование
Правильное памятование (санскр. - смрити) включает в себя «осознавание собственного тела, ощущений, ума и ментальных объектов» с целью достижения «непрерывной осознанности». В качестве методов используется шаматха (успокоение сознания и устранение аффектов) и випашьяна (созерцание, направленное на закрепление позитивных и устранение негативных состояний сознания).
Профессор Роберт Лестер отмечал, что практика смрити или сати состояла в том, что Будда не пытался подавить различные образы, мысли и ощущения, а «просто сидел, наблюдая за своими чувствами и мыслями, за тем, как они возникают и складываются в случайные узоры». В результате чего он последовательно увидел себя как динамическое  «скопление физических и психических состояний», непостоянных и взаимозависимых друг от друга; увидел, что причиной физического состояния является действие желания, а желание является поверхностным слоем «эго», являющимся «представлением о собственном „я“». Более внимательно рассмотрев «эго», Будда увидел его как следствие кармы, представляющей собой действие «результирующей энергии» прошлого. Наблюдая за потоком кармы, идущим из прошлого, Будда осознал, что «один поток жизни даёт начало другому, и так без конца». Увидев всю цепочку причин с помощью практики смрити, Будда окончательно осознал, что страдание и волнение является следствием желания и связанного с ним «эго» и может быть прекращено разрушением иллюзии «эго».

### Правильное сосредоточение
Правильное сосредоточение включает в себя глубокую медитацию или дхьяну, а также развитие концентрации, и ведёт к достижению предельной созерцательности или самадхи, а затем и к освобождению (ниббане).
Данный этап являлся базисом, на основе которого была создана школа дзэн.

## Критика
Буддолог Б. И. Кузнецов после изучения большого количества наиболее древних текстов выразил мнение о том, что восьмеричный путь и некоторые другие основные буддийские концепции сформировались окончательно только в сарвастиваде — одной из относительно ранних буддийских школ. Более поздний характер основных буддийских концепций, по сравнению со временем жизни Будды, предполагают и некоторые другие исследователи.